# Cephalophyllum
Cephalophyllum är ett släkte av isörtsväxter. Cephalophyllum ingår i familjen isörtsväxter.

## Bildgalleri

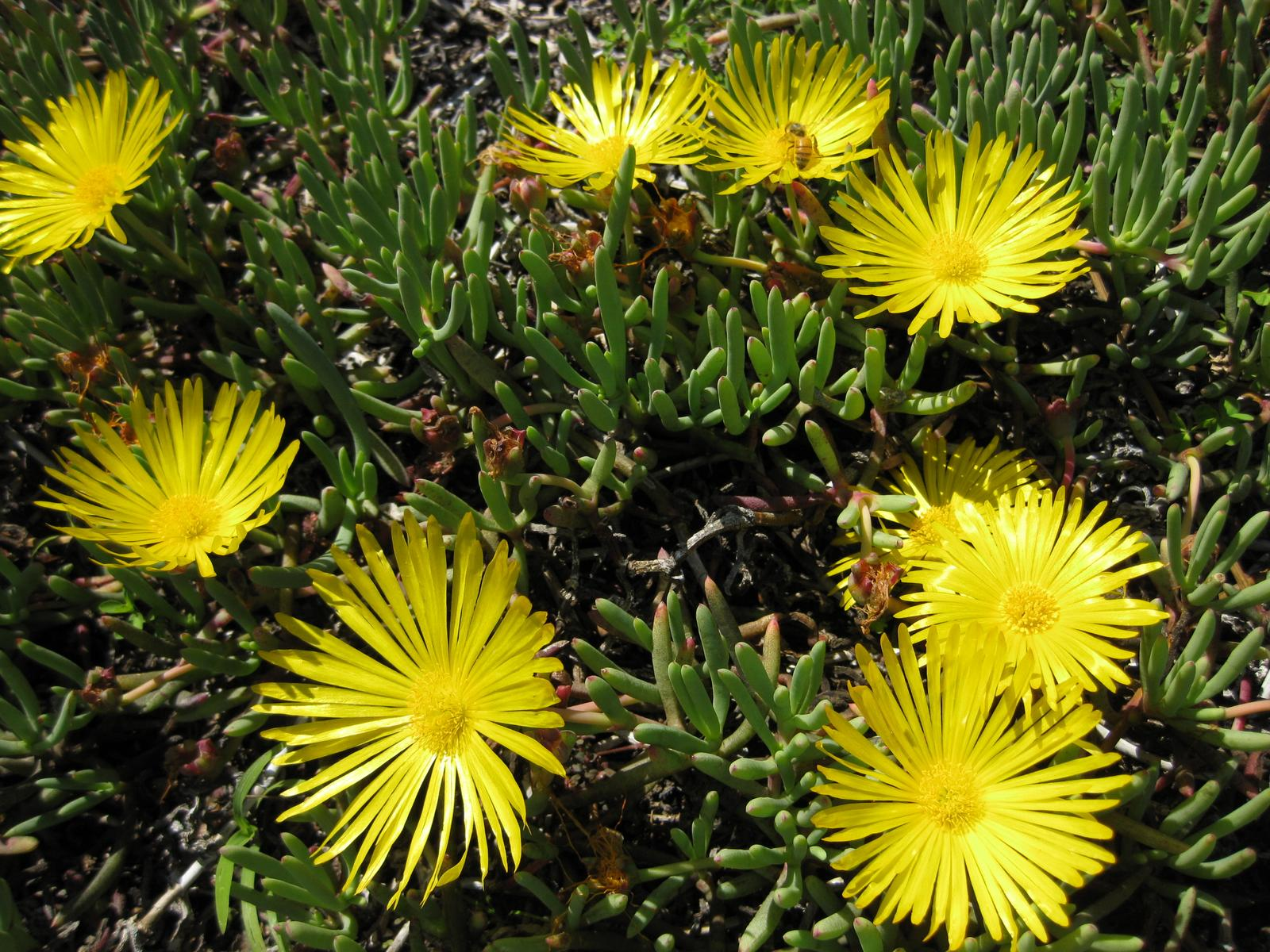
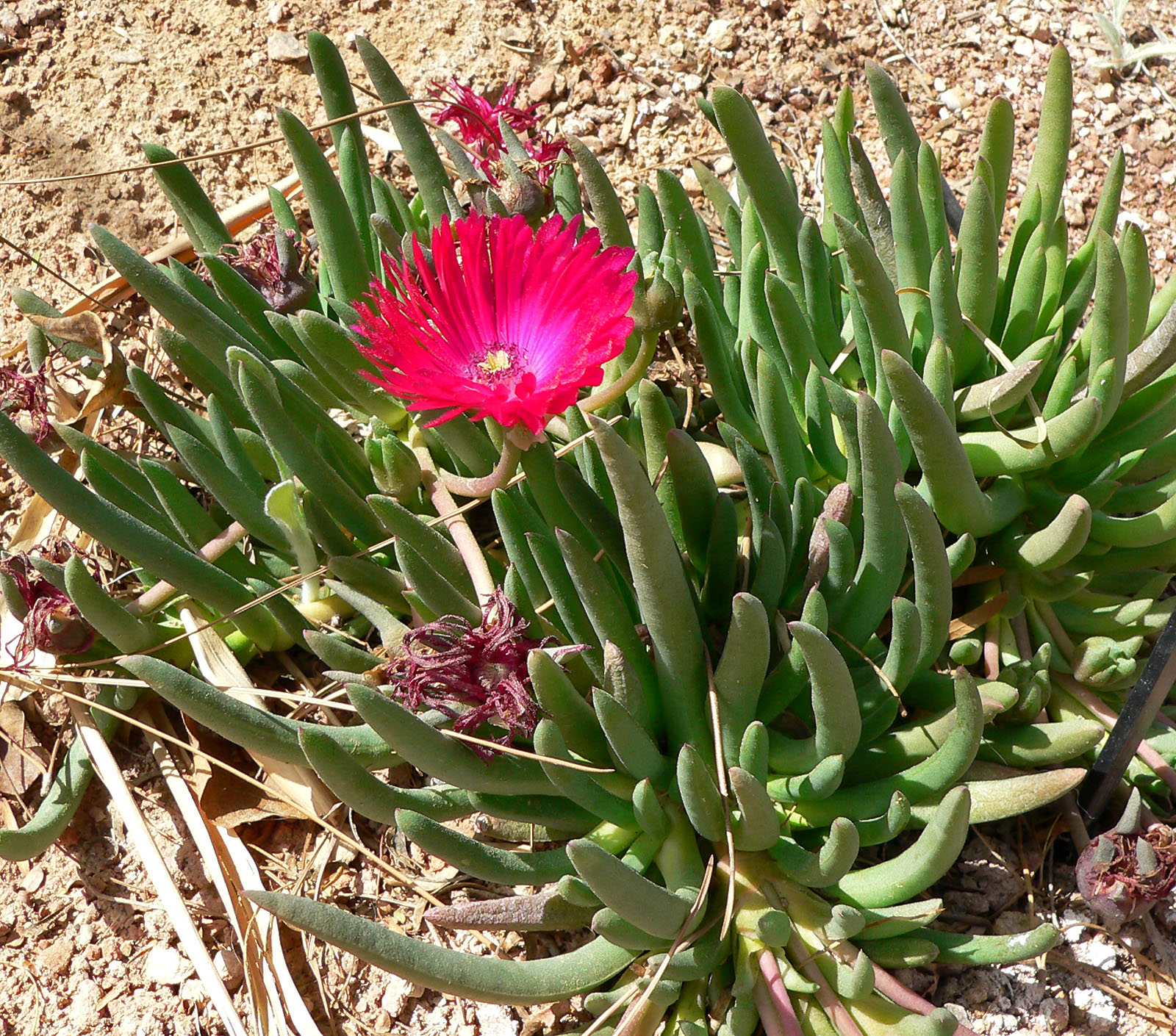
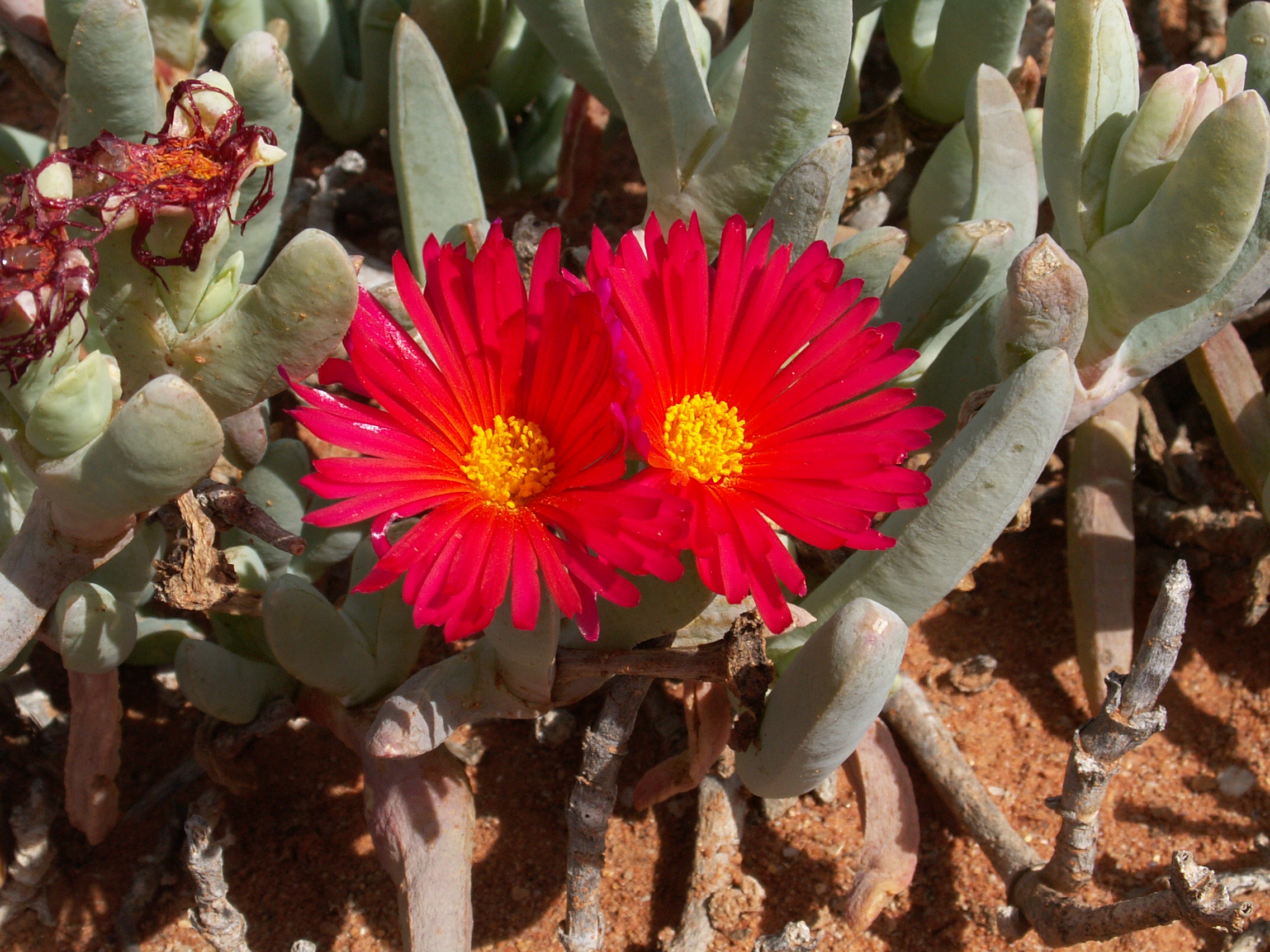
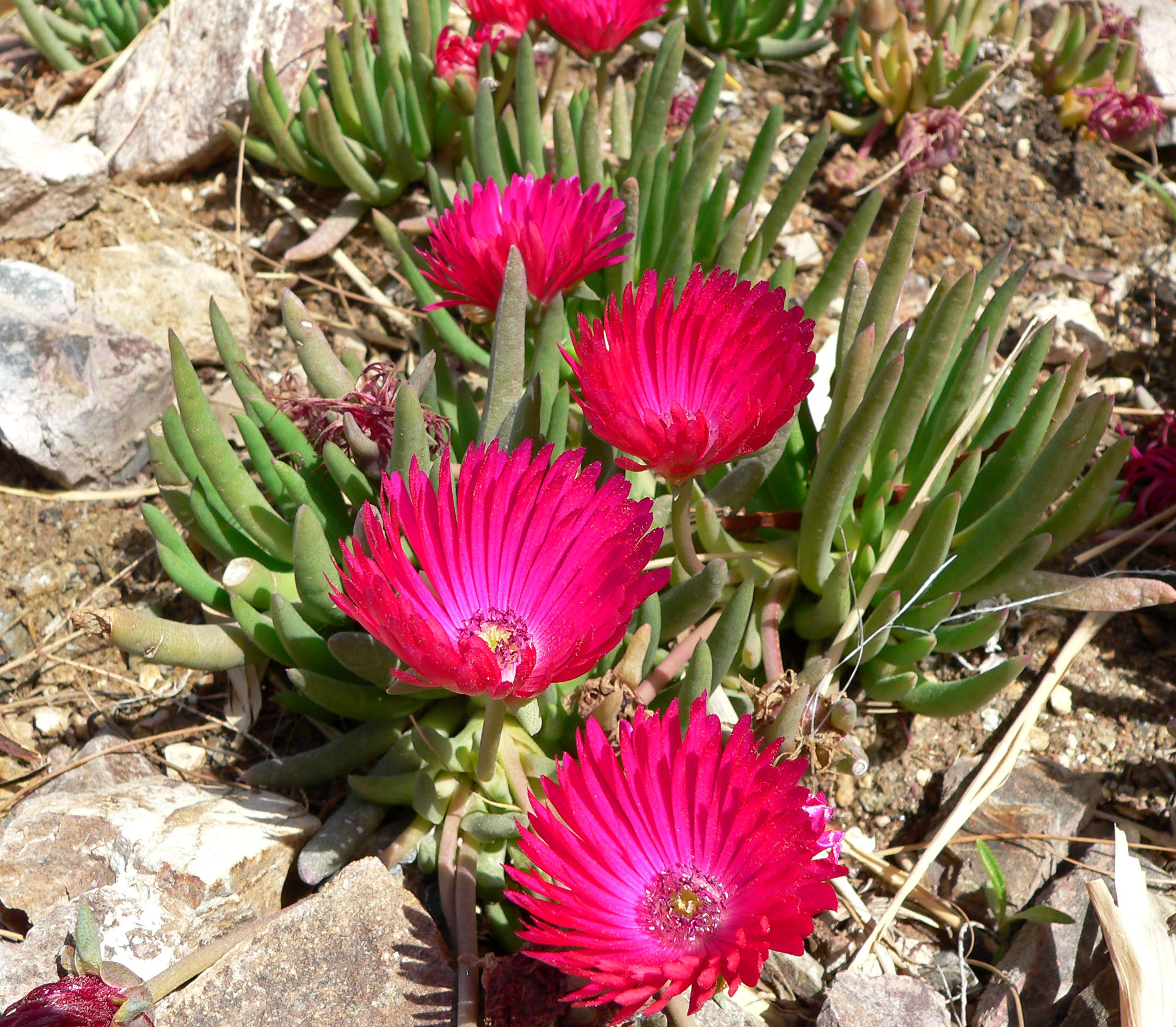

## Dottertaxa tillCephalophyllum, i alfabetisk ordning[1]
- Cephalophyllum alstonii
- Cephalophyllum caespitosum
- Cephalophyllum compressum
- Cephalophyllum confusum
- Cephalophyllum corniculatum
- Cephalophyllum curtophyllum
- Cephalophyllum diversiphyllum
- Cephalophyllum ebracteatum
- Cephalophyllum framesii
- Cephalophyllum fulleri
- Cephalophyllum goodii
- Cephalophyllum griseum
- Cephalophyllum hallii
- Cephalophyllum herrei
- Cephalophyllum inaequale
- Cephalophyllum loreum
- Cephalophyllum niveum
- Cephalophyllum numeesense
- Cephalophyllum parvibracteatum
- Cephalophyllum parviflorum
- Cephalophyllum parvulum
- Cephalophyllum pillansii
- Cephalophyllum pulchellum
- Cephalophyllum pulchrum
- Cephalophyllum purpureo-album
- Cephalophyllum regale
- Cephalophyllum rigidum
- Cephalophyllum rostellum
- Cephalophyllum spissum
- Cephalophyllum staminodiosum
- Cephalophyllum subulatoides
- Cephalophyllum tetrastichum
- Cephalophyllum tricolorum